# جیمزتاون (کانزاس)
جیمزتاون (به انگلیسی: Jamestown) شهری در ایالت کانزاس کشور ایالات متحده آمریکا است که جمعیت آن در سرشماری سال ۲۰۱۰ میلادی، ۲۸۶ نفر بوده‌است.